# Blood Brothers
Blood Brothers er en sang fra det amerikanske rockband Papa Roach.
| Musik | Spire Denne musikartikel er en spire som bør udbygges. Du er velkommen til at hjælpe Wikipedia ved at udvide den. |